# Can Foradada
Can Foradada és una masia de l'Esquirol (Osona) inclosa a l'Inventari del Patrimoni Arquitectònic de Catalunya.

## Descripció
Masia de planta rectangular (10 x 7 m), coberta a dues vessants i amb el carener perpendicular a la façana de migdia. Consta de planta, pis i golfes, aquests darrers construïts en tàpia a la façana de migdia. La façana principal presenta a la planta baixa un portal rectangular amb emmarcaments de gres i la llinda escripturada, que es conserva en un estat il·legible; i una petita finestra amb forjat. Al primer pis presenta una finestra central amb un ampit motllurat i dues finestres rectangulars laterals. Sota el carener, a les golfes, presenta una petita finestra amb llinda de roure; al sector Oest d'aquesta façana hi ha adossat un cobert, una part del qual està cobert amb fibrociment (uralita). La façana Oest presenta a la planta un portal al sector Nord i un altre al cobert adossat. Al primer pis presenta només una finestra. La façana Nord presenta només dues petites finestres a la planta i una altra al primer pis. La façana Est presenta un cobert (garatge) a la planta baixa i una finestra al primer pis.

## Història
Masia que pertany al terme de Sant Martí Sescorts, vinculat religiosament a Manlleu i civilment a la senyoria del Cabrerès. La seva demarcació forma part de la batllia del Cabrerès des del segle xv. Ara bé, la parròquia de Sant Martí Sescorts no es refon definitivament amb el municipi de l'Esquirol fins al 1824, quan el Consell de Castellà va denegar l'existència de les "Masies de Santa Maria de Corcó", que havia funcionat entre el 1814 i el 1824 amb la capitalitat a Sant Martí Sescorts.